# Бучердя-Гриноасе (комуна)
Бучердя-Гриноасе (рум. Bucerdea Grânoasă) — комуна у повіті Алба в Румунії. До складу комуни входять такі села (дані про населення за 2002 рік):
- Бучердя-Гриноасе (2235 осіб) — адміністративний центр комуни
- Корну (21 особа)
- Педуре (25 осіб)
- Пинка (19 осіб)

Комуна розташована на відстані 263 км на північний захід від Бухареста, 23 км на північний схід від Алба-Юлії, 67 км на південь від Клуж-Напоки, 149 км на північний захід від Брашова.

## Населення
У 2009 році у комуні проживали 2357 осіб.